# Maelbeek/Maalbeek (metropolitana di Bruxelles)
Maelbeek/Maalbeek (nome bilingue in lingua francese e olandese) è una stazione della metropolitana di Bruxelles nella città di Bruxelles, in Belgio.
La stazione si trova sotto Rue de la Loi/Wetstraat, una strada molto conosciuta per la presenza di molti edifici pubblici del Parlamento europeo, Unione europea, Commissione europea e del governo federale belga. Nelle vicinanze vi è anche la cappella della Resurrezione.
Il nome della stazione deriva da un ruscello chiamato Maelbeek. È servita dalla linea linea 1 e dalla linea 5.

## Storia
La stazione fu inaugurata il 17 dicembre 1969 (e messa in servizio il successivo 20 dicembre) come stazione pre-metropolitana, cioè ad uso dei tram al posto della metropolitana, come parte della prima linea sotterranea di trasporto pubblico del Belgio, collegando le altre stazioni di De Brouckère e Schuman.
Il 20 settembre 1976, questa linea pre-metropolitana fu convertita in una stazione ferroviaria, che fu poi divisa in due linee distinte nel 1982: la linea 1A e la linea 1B, che entrambe servono la stazione. Dal 4 aprile 2009 le linee furono riorganizzate e rinumerate 1 e 5.
Il 22 marzo 2016 fu oggetto di uno degli attentati che causarono 340 feriti e 32 morti, 16 dei quali in questo luogo.

## Strutture e impianti

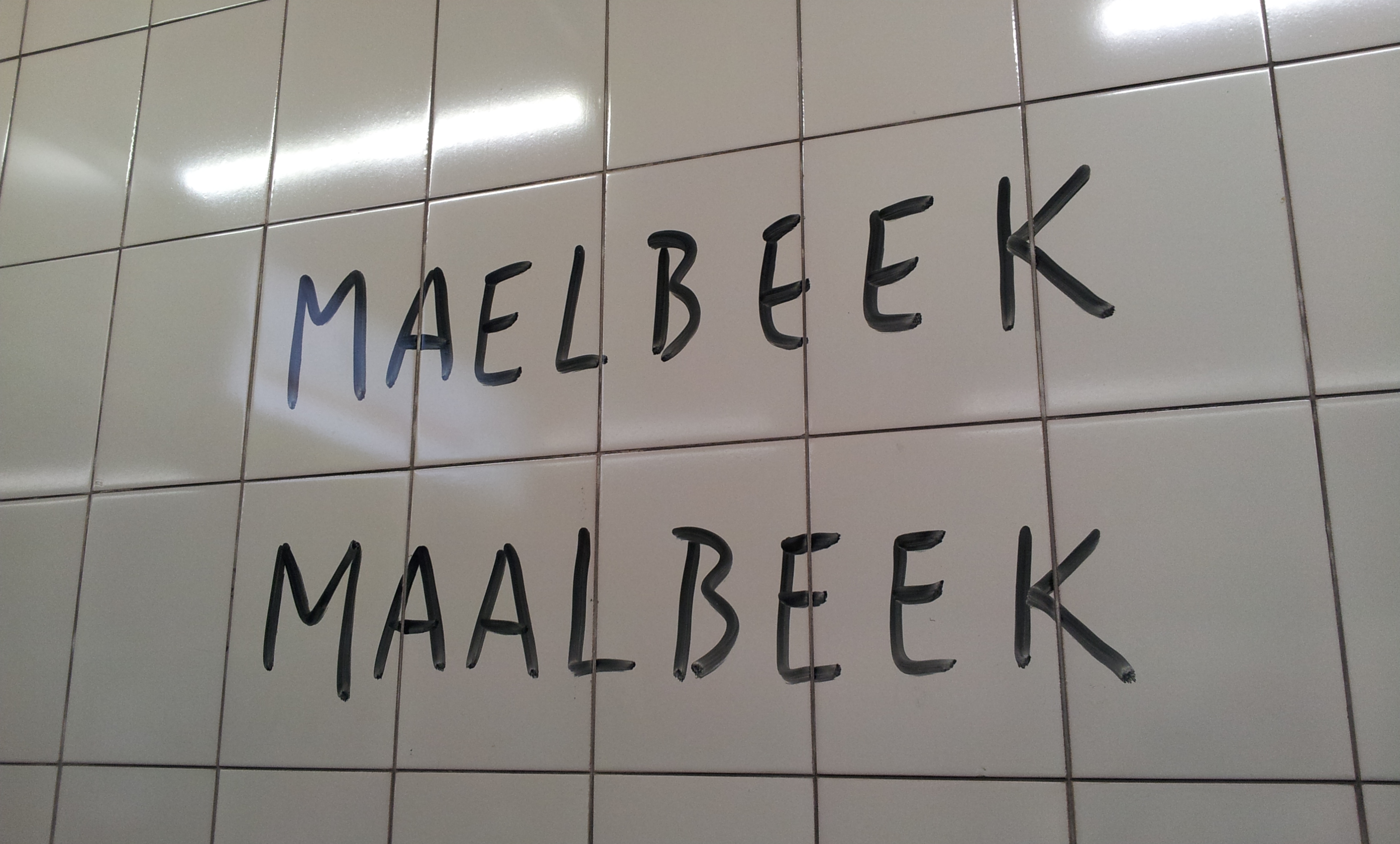
Particolare della decorazione della stazione

Entrambe le pareti laterali dei marciapiedi della stazione sono rivestiti da piastrelle bianche decorate in otto punti con scritte, disegni e linee nere stilizzate realizzate nel 1997 dall'artista Benoît Van Innis, in collaborazione con gli architetti Henk De Smet e Paul Vermeulen.
Una delle uscite della stazione è posta su Rue de la Loi/Wetstraat, con un'uscita laterale è su Rue Joseph II/Jozef II Straat. Le altre uscite sono a Chaussée d'Etterbeek/Etterbeekse steenweg. È situata sotto il ponte di Rue de la Loi/Wetstraat.
Vicino alla stazione (uscendo dalla parte di Chaussée d'Etterbeek/Etterbeekse steenweg) c'è l'entrata della stazione di Bruxelles-Schuman della ferrovia SNCB/NMBS: questa entrata è situata sotto il ponte ferroviario, con scale che portano ai marciapiedi.